# Ptolemæiske Kongerige
Det Ptolemæiske Kongerige (Koinē græsk: Πτολεμαϊκὴ βασιλεία, transskription: Ptolemaïkḕ basileía) eller Ptolemæiske Rige var en oldgræsk stat baseret i Egypten under den hellenistiske periode. Det blev grundlagt i 305 f.Kr. af den makedonske general Ptolemaios I Soter, som var en af Alexander den Stores nærmeste ledsagere (diadokerne). Kongeriget blev regeret af det ptolemæiske dynasti indtil Kleopatra VII's død i 30 f.Kr. Ptolemæerne – der regerede i næsten tre århundreder – var det længste siddende, og sidste, dynasti i det gamle Egypten. De indvarslede en helt ny æra for religiøs og kulturel synkretisme mellem græsk og egyptisk kultur.
I forbindelse med sine felttog mod det Achaemenidiske Rige erobrede Alexander den Store i 332 f.Kr. det persisk-kontrollerede Egypten. Hans død i 323 f.Kr. ledte til en hurtig opsplitning af det Makedonske Rige, da hans nærmeste venner og rådgivere – benævnt diadochierne – kæmpet om magten. Ptolemaios – en makedoner og en af Alexanders mest betroede generaler – vandt kontrol over Egypten fra sine rivaler og erklærede sig selv dets hersker. Alexandria, en græsk polis grundlagt af Alexander, blev hovedstaden og et vigtigt centrum for græsk kultur, læring og handel i de følgende århundreder. Efter de syriske krige mod Seleuciderriget – en rivaliserende hellenistisk stat – udvidede det Ptolemæiske Kongerige sit territorium til at omfatte det østlige Libyen, Sinai-halvøen og det nordlige Nubien.
For at legitimere deres styre og opnå anerkendelse fra de indfødte egyptere overtog ptolemæerne den lokale titel farao, sideløbende med den græske titel basileus. De lod sig desuden afbilde på offentlige monumenter i egyptisk stil og klædedragt. Men på trods af disse tiltag fastholdte monarkiet i øvrigt strengt sin hellenistiske karakter og traditioner. Kongeriget havde et komplekst bureaukrati, der udnyttede landets enorme økonomiske ressourcer til gavn for en græsk herskende klasse. Denne klasse dominerede militære, politiske og økonomiske anliggender, og integrerede sig sjældent i det egyptiske samfund og kultur. Indfødte egyptere bevarede magten over lokale og religiøse institutioner og tilegnede sig kun gradvist magt i bureaukratiet, forudsat at de helleniserede sig selv. Startende med Ptolemaios I's søn og efterfølger, Ptolemaios II Filadelfos, begyndte ptolemæerne at adoptere egyptiske skikke, såsom at gifte sig med deres søskende i henhold til Osiris-myten og deltage i det egyptiske religiøse liv. Nye templer blev bygget, ældre restaureret, og præsteskabet blev overøst med kongelig sponsorering.
Fra midten af det 3. århundrede f.Kr. var det ptolemæiske Egypten den rigeste og mest magtfulde af Alexanders efterfølgerstater – og det førende eksempel på græsk civilisation. Riget begyndte dog at blive svækket i midten af det 2. århundrede f.Kr. på grund af interne dynastiske stridigheder og en række udenlandske krige. Dette gjorde Egypten mere og mere afhængig af den Romerske Republik. Under Cleopatra VII, som forsøgte at genoprette det ptolemæiske styre, blev Egypten viklet ind i en romersk borgerkrig, hvilket i sidste ende ledte til Roms erobring af landet. Som den sidste uafhængige hellenistiske stat blev Egypten herefter en af Roms rigeste provinser og et centrum for makedonsk kultur. Græsk forblev både regeringens og handelens sprog indtil den muslimske erobring i 641 e.Kr. Alexandria forblev en af de førende byer i Middelhavet langt ind i senmiddelalderen.